# Orchis italica
Orchis italica  es una orquídea de hábito terrestre que se distribuye por Europa mediterránea, Oriente Medio y norte de África.

## Descripción

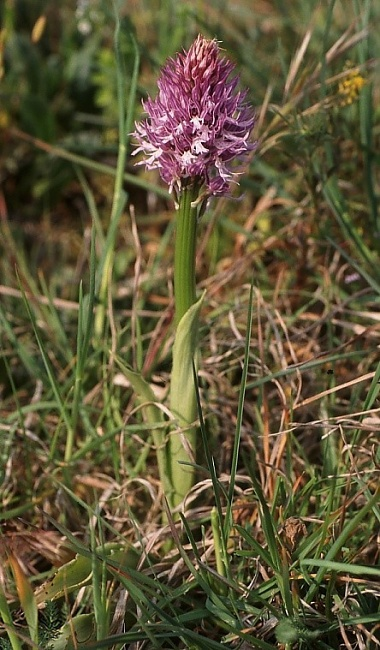
Orchis italica planta.

Las hojas son oblongas con una longitud de 5 cm, crecen desde los tubérculos subterráneos que tienen un tamaño máximo de 6 cm y son elipsoides.
La inflorescencia que es erecta en espiga, sale de la roseta basal de 5 a 10 hojas oblongo lanceoladas que a veces están moteadas de puntos púrpura marronáceos. El tallo está cubierto por una bráctea color verde hasta 2/3 de su longitud.
Presenta una densa floración con flores pequeñas en forma cónica. Los tres sépalos son iguales en tamaño estando soldados por los lados quedando los ápices sueltos, estos extremos sueltos de los dos laterales se curvan hacia arriba y el central se arquea hacia abajo. Forman una especie de gorra que cubre la columna. Los sépalos presentan un color púrpura con líneas convergentes de tono más intenso.
El labelo sobresale debajo del casco 3/4 partes es de color rosa blanquecino y está profusamente moteado con puntos de rosa más intenso. El labelo presenta tres lóbulos el central más ancho tiene de dos identaciones profundas( en el centro sobresale un fleco mucho más fino que los flecos que quedan a ambos lados) y dos lóbulos más pequeños y delgados uno a cada lado que están ligeramente arqueados hacia fuera y hacia arriba. Tiene además dos pétalos muy reducidos en el interior que no se observan a simple vista.
Florece desde marzo hasta junio. El color puede variar desde blanquecino a diferentes tonos de rosa y púrpura.

## Hábitat y distribución
Se desarrolla en prados y terrenos a la luz solar directa o media sombra. Se encuentran en el Mediterráneo, Oriente Medio, y norte de África.

## Taxonomía
Orchis italica fue descrita por Jean Louis Marie Poiret  y publicado en Encyclopédie Méthodique, Botanique 4: 600. 1789.
Etimología
Estas  orquídeas reciben su nombre del griego όρχις "orchis", que significa testículo, por la apariencia de los tubérculos subterráneos en algunas especies terrestres. La palabra 'orchis' la usó por primera vez  Teofrasto (371/372 - 287/286 a. C.), en su libro  "De historia plantarum" (La historia natural de las plantas). Fue discípulo de Aristóteles y está considerado como el padre de la Botánica y de la Ecología.
italica: epíteto geográfico que alude a su localización en Italia.
Sinonimia
- Orchis longibracteata Schur 1866

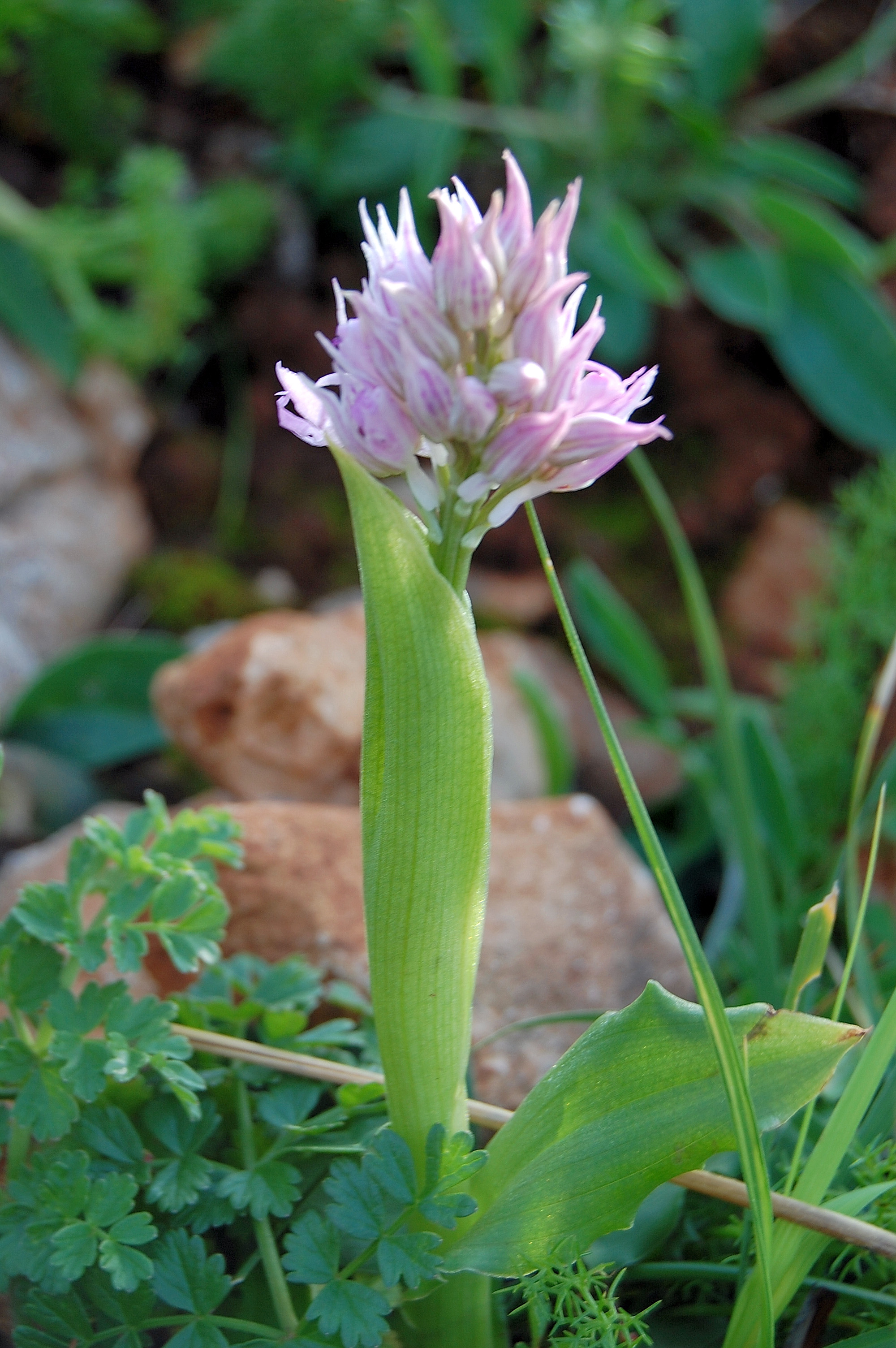

- Orchis tridentata ssp. lactea (Poir.) Rouy 1912
- Orchis fusca var. stenoloba Coss. & Germ. 1845
- Orchis italica f. albiflora Nicora ex Fiori & Paol. 1896
- Orchis italica f. maculata Soó 1932
- Orchis longicornis Lam. 1798
- Orchis longicruris Link 1799
- Orchis longicruris subsp. longipenis Font Quer & P.Palau 1954
- Orchis militaris Poir. 1789
- Orchis purpurea var. stenoloba (Coss. & Germ.) Willk. 1861
- Orchis tephrosanthos Desf. 1799
- Orchis tephrosanthos var. undulatifolia (Biv.) Webb 1838
- Orchis undulatifolia Biv. 1807
- Orchis welwitschii Rchb.f. 1851[3]